# Liste des centrales électriques au Malawi
Cette page répertorie les centrales électriques au Malawi .

## Contexte
En mars 2018, la capacité installée en électricité était de 363 MW , dont 93,3% d'hydroélectricité.
Toutes les stations appartiennent à la Electricity Supply Commission of Malawi  (ESCOM). La liste est non exhaustive.
Le pic de demande d'électricité est d'environ 350 MW, et la croissance annuelle est d'environ 6%. En conséquence, le réseau du Malawi a peu de marges de manœuvre. Ceci rend les délestages (coupures forcées pour éviter la saturation) fréquents et récurrents.

## Hydro-électrique
| Centrale hydroélectrique  | Coordonnées                                   | Type                             | Capacité | Année d'achèvement | Nom du réservoir       | Cours d'eau |
| ------------------------- | --------------------------------------------- | -------------------------------- | -------- | ------------------ | ---------------------- | ----------- |
| Kapichira Power Station   | 15°53′45″S 34°45′14″E / 15.89583°S 34.75389°E | Hydroélectricité au fil de l'eau | 128 MW   | 2000 & 2014        | N/A                    | Shire       |
| Nkhula A Power Station    | 15°30′44″S 34°50′05″E / 15.51222°S 34.83472°E | Hydroélectricité au fil de l'eau | 24 MW    | 1966               | N/A                    | Shire       |
| Nkhula B Power Station    | 15°31′40″S 34°49′14″E / 15.52778°S 34.82056°E | Hydroélectricité au fil de l'eau | 100 MW   | 1980, 1986 & 1992  | N/A                    | Shire       |
| Tedzani I Power Station   | 15°33′34″S 34°46′38″E / 15.55944°S 34.77722°E | Hydroélectricité au fil de l'eau | 20 MW    | 1973               | N/A                    | Shire       |
| Tedzani II Power Station  | 15°33′34″S 34°46′38″E / 15.55944°S 34.77722°E | Hydroélectricité au fil de l'eau | 20 MW    | 1977               | N/A                    | Shire       |
| Tedzani III Power Station | 15°33′34″S 34°46′38″E / 15.55944°S 34.77722°E | Hydroélectricité au fil de l'eau | 52.7 MW  | 1996               | N/A                    | Shire       |
| Tedzani IV Power Station  | 15°33′34″S 34°46′38″E / 15.55944°S 34.77722°E | Hydroélectricité au fil de l'eau | 18 MW    | 2020 (Expected)    | N/A                    | Shire       |
| Wovwe Power Station       | 10°28′18″S 34°10′20″E / 10.47167°S 34.17222°E | Hydroélectricité au fil de l'eau | 4.35 MW  | 1995               | N/A                    | Wovwe River |
| Mpatamanga Power Station  | 15°43′11″S 34°43′35″E / 15.71972°S 34.72639°E | Lac de barrage                   | 350 MW   | 2025 (prévu)       | Mpatamanga Reservoir   | Shire       |
| Songwe Power Station      | 09°27′11″S 33°05′47″E / 9.45306°S 33.09639°E  | Lac de barrage                   | 180      | 2022 (prévu)       | Songwe Basin Reservoir | Songwe      |
| Kholombidzo Power Station | 15°23′41″S 34°53′39″E / 15.39472°S 34.89417°E | Hydroélectricité au fil de l'eau | 200      | 2021 (prévu)       | N/A                    | Shire       |

## Thermique
| Centrale thermique               | Coordonnées                                   | Carburant | Capacité | Année d'achèvement | Remarques             |
| -------------------------------- | --------------------------------------------- | --------- | -------- | ------------------ | --------------------- |
| Centrale électrique de Kammwamba | 15°27′36″S 34°50′37″E / 15.46000°S 34.84361°E | Charbon   | 300 MW   | 2022 (prévu)       | Extensible à 1 000 MW |

## Solaire
| Centrale solaire             | Communauté         | Coordonnées                                   | Type de carburant | Capacité (mégawatts) | Année complétée | Nom du propriétaire | Remarques       |
| ---------------------------- | ------------------ | --------------------------------------------- | ----------------- | -------------------- | --------------- | ------------------- | --------------- |
| Centrale solaire de Kanzimbe | District de Salima | 13°46′20″S 34°29′21″E / 13.77222°S 34.48917°E | Solaire           | 60                   | 2021            | JCM Power of Canada | En construction |